# Уклети брод
Уклети брод (енгл. Ghost ship) је назив за две врсте бродова. Бродове који се проналазе на мору напуштени без назнаке што се догодило с посадом и бродове који су давно потонули али се тајанствено поново појављују.

## Уклети бродови
- Енглески трговачки брод Октавиус који се враћао из Кине је пронађен 1775. плутајући уз обалу Гренланда. Последњи запис у дневнику је био написан 1762. што значи да је брод 13 година био заробљен на Арктику. Капетан је покушао скратити пут кући преко тада још недовољно истраженог северозападног пролаза и то је коштало њега и његову посаду живота.
- Најпознатији „стварни“ уклети брод је Мари Келесте који је пронађен 1882. између Португала и Азора нетакнут али без посаде .[2]
- 1890. аустралијски једрењак Марлбороуг запловио је за Енглеску са товаром смрзнутог меса. Брод је нестао. После је било непотврђених прича како је брод пронађен 1913. потпуно отрухнуо (али још у пловном стању), плутајући уз обалу Чилеа са скелетима посаде на палуби.
- 1902. немачки једрењак Фреја који је испловио из Колумбије пронађен је напуштен насред Атлантика.
- Обални путнички пароброд СС Валенциа је потонуо у олуји крај острва Ванкувер 1906. али су морнари касније извештавали да су га видели како плови баш на месту потонућа. Његових пет чамаца за спасавање је пронађено недалеко од места несреће 27 година након потонућа брода, у невероватно добром стању.[3]
- Теретни пароброд Баикимо је напуштен 1931. након што је био заробљен ледом у Арктичком океану. Сматрало се да ће га ледене санте здробити и потопити али је остао плутати и виђен је много пута у следећих 38 година а да га нико није покушао спасити .[4]
- 1955. трговачки брод МВ Јоиита је пронађен напуштен у Тихом океану. 25 путника и чланова посаде је нестало без трага .[5]
- 1990. теретњак Фисах кетсу је пронађен плутајући источно од Бразила без посаде и терета.
- Индонежански брод Хиг Аим 6 је пронађен напуштен 6. јануара 2003. у аустралијским водама. Његов власник је задњи пута разговарао са капетаном путем радија у децембру 2002. год. Шта је било са посадом и данас је непознато.[6]
- 2006. танкер Јиан Сенг је пронађен напуштен уз северну обалу Аустралије а до данас је непознато одакле је брод и ко му је власник .[7]